# Mi mou les antio
Sag mir nicht Lebwohl (griechisch Μη μου λες αντίο Mi mou les antio) ist eine griechische Fernsehserie.

## Inhalt
Die Serie erzählt die problematische Liebesgeschichte zwischen einer Griechin aus Athen und einem „Muslim“ (Westthrakientürken) in Komotini. Die Griechin kommt zum Studieren nach Komotini und lernt an der Universität den muslimischen Mourat kennen – beide verlieben sich ineinander.

## Hintergrund
In der Serie wird zum ersten Mal das Thema der Minderheit in Westthrakien griechenlandweit familientauglich aufbereitet darstellt bzw. in von Thrakien entfernteren Provinzen überhaupt bekannt macht.
Alle türkischen Charaktere werden von griechischen Schauspielern dargestellt, die in der Serie Türkisch sprechen. Sie werden namentlich als Muslime und nicht als Türken bezeichnet – nicht zuletzt auch aus dem Grund, weil Letzteres gesetzlich noch strafbar wäre. Die Serie ist ein Versuch, die türkische Minderheit von Westthrakien und ihre kulturellen Besonderheiten als integralen Bestandteil von Griechenlands Bevölkerung im Land bekannter zu machen.